# Arno Novák
Arno Novák, křtěný Arnošt (9. února 1872 Kukleny – 9. prosince 1914 Praha) byl český kreslíř a malíř krajin i figurálních obrazů.

## Život
Narodil se ve východočeském městečku Kukleny v rodině drážního zřízence Václava Nováka. Dle Prokopa Tomana zprvu studoval na pražské uměleckoprůmyslové škole a později na malířské akademii v Praze u prof. V. Hynaise a J. Mařáka. Jeho studium u J. Mařáka není však jednoznačně doloženo. V knize vydané k příležitosti výstavy "Julius Mařák a jeho žáci" (NG v Praze, 1999) není uveden v seznamu mezi 43 žáky J. Mařáka. Almanach AVU v Praze uvádí absolutorium Anošta Nováka u prof. Františka Ženíška v r. 1897. Následně cestoval v zahraničí a postupně se školil v Mnichově, Drážďanech, Berlíně a Vídni.
V únoru roku 1900 se podepsal pod protest umělců, kteří nesouhlasili s obsazením profesorského místa po zemřelém Juliu Mařákovi vídeňským malířem Rud. z Ottenfeldu. V listopadu 1900 je přijat za člena Výtvarného odboru Umělecké besedy. S Krasoumnou jednotou vystavuje od r. 1900, zpočátku jako Arnošt Novák. V roce 1902 bydlel na adrese Praha 1, Dlouhá třída č. 739. Aktivně se účastnil činnosti amatérských divadelních sdružení. V prosinci 1903 se jako přítel pianisty a skladatele Rudolfa Frimla účastnil v aféře "napadení" uměleckého kritika Času Jana Branbergera v jeho bytě, ve snaze si vynutit odvolání nepříznivé kritiky klavírního koncertu R. Frimla.
V letech 1907 až 1909 byl členem správní rady Umělecké besedy z titulu jednatele Výtvarného odboru. V aféře financování rekonstrukce renesančního domu U Vejvodů byl na konci roku 1909 společně s dalšími 14 členy (sporným způsobem) vyloučen z Umělecké besedy. Jeho nástupcem ve funkci jednatele se o něco později stal Václav Rabas. V září roku 1914 se oženil s Adolfou Procházkovou.
Arno Novák umírá náhle v prosinci roku 1914 v podolském sanatoriu na aneurysma (výduť) aorty. Je pohřben na Olšanských hřbitovech. Periodikum Venkov v krátkém nekrologu uvádí "byl v pražských uměleckých kruzích osobností známou a oblíbenou".

## Dílo
Figurální obrazy, resp. kresby Arna Nováka jsou reprodukovány ve Zlaté Praze od r. 1900. Jeho tvorba může být omylem zaměňována za obrazy staršího jmenovce Arnošta Nováka absolventa Vídeňské akademie (např. V klášterním sklepě a Na bludné cestě), které Zlatá Praha publikuje již od roku 1890. 
Arno Novák pravidelně vystavoval s Uměleckou besedou od r. 1900. Kritik Lidových novin (-ý) jeho obrazy na Vánoční výstavě Umělecké besedy v prosinci 1901 hodnotí výstižně: "Arno Novák miluje hru různých přísvitů, zápasících se svůdným pološerem mlh nad vodami a stínů v houštinách a mezi stromy s náladou stichlých zákoutí a opuštěných míst." Toto období reprezentují např. obrazy Vodní hladina, Měsíc a Říční zátočina. Podobné záznamy intimních říčních zákoutí s nádechem pozdního romantismu, či esence symbolismu, najdeme i u řady žáků J. Mařáka (např. Jan Köppl, Ľudovít Csordák, Ferdinand Engelmüller, Josef Ullmann a Josef Král). Karel Domorázek v Rozhledech (7. 12. 1901) ku příležitosti stejné výstavy Umělecké besedy se však o jeho díle vyjadřuje spíše kriticky: "Arno Novák chápe umělecky barvu nálad najmě večerních, ale podati činí mu leckdy obtíže opravdu zřetelné. Jeho kolory obloh jsou těžky, udělány, nechví se v nich optické, měkké, barevné akordy, ale vidíte na nich hmotnou barvu nanášenou hustě na plátno." 
V dalším období Arno Novák postupně mění svůj technický přístup k malbě. Opouští splývavý rukopis a směřuje k impresionistické malbě založené na dělených úhozech štětcem stále výraznější barevné intenzity. Sleduje tedy vývoj, kterým prochází řada žáků J. Mařáka jeho generace.
Jeho díla byla příležitostně uveřejňována v dobových časopisech, jako např. Zlatá Praha, Besedy lidu, Světozor a další. Dle názvů reprodukovaných obrazů a kreseb (Žebrák, Do světa, Rybářská idyla, Pěkné čtení a Nedorozumění) je patrné, že se věnoval i figurální tvorbě, která však dnes není blíže známá. Dle Prokopa Tomana existuje soupis díla Arna Nováka, který sestavil Dr. Otakar Hurych (1876-1949) v roce 1932.

## Galerie

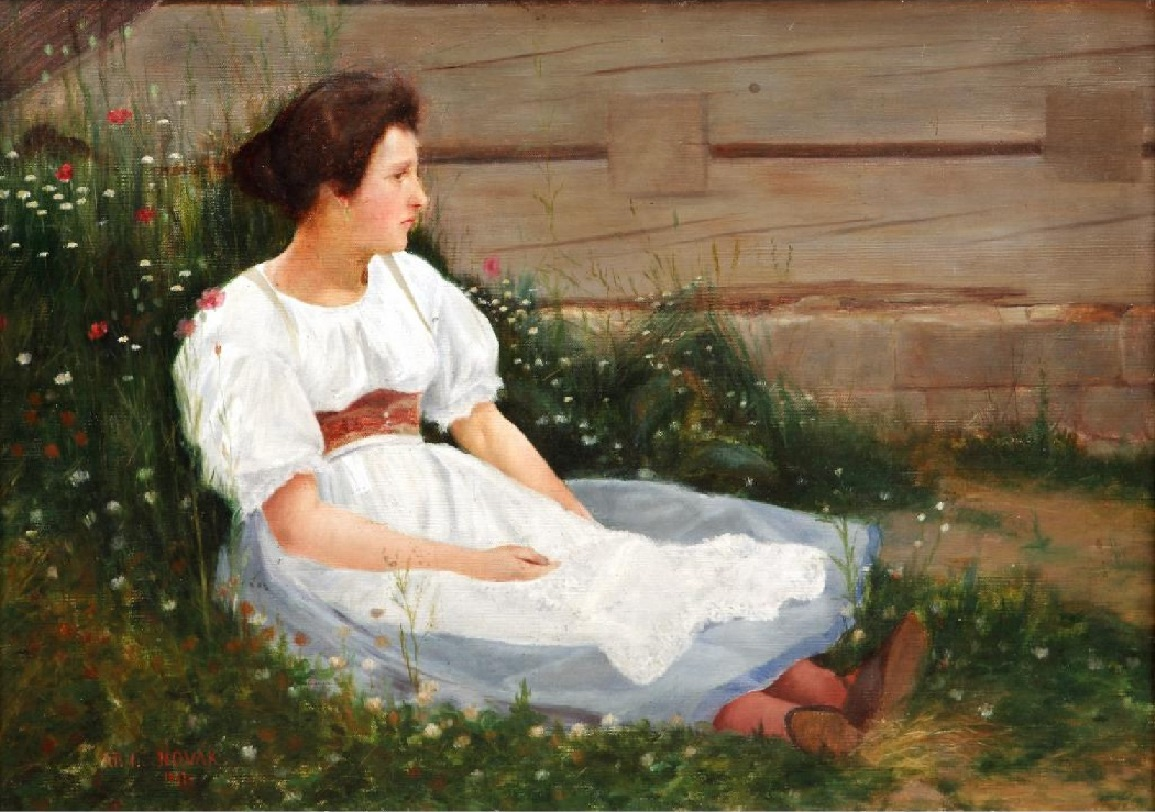
Arno Novák Sedící dívka (1897)
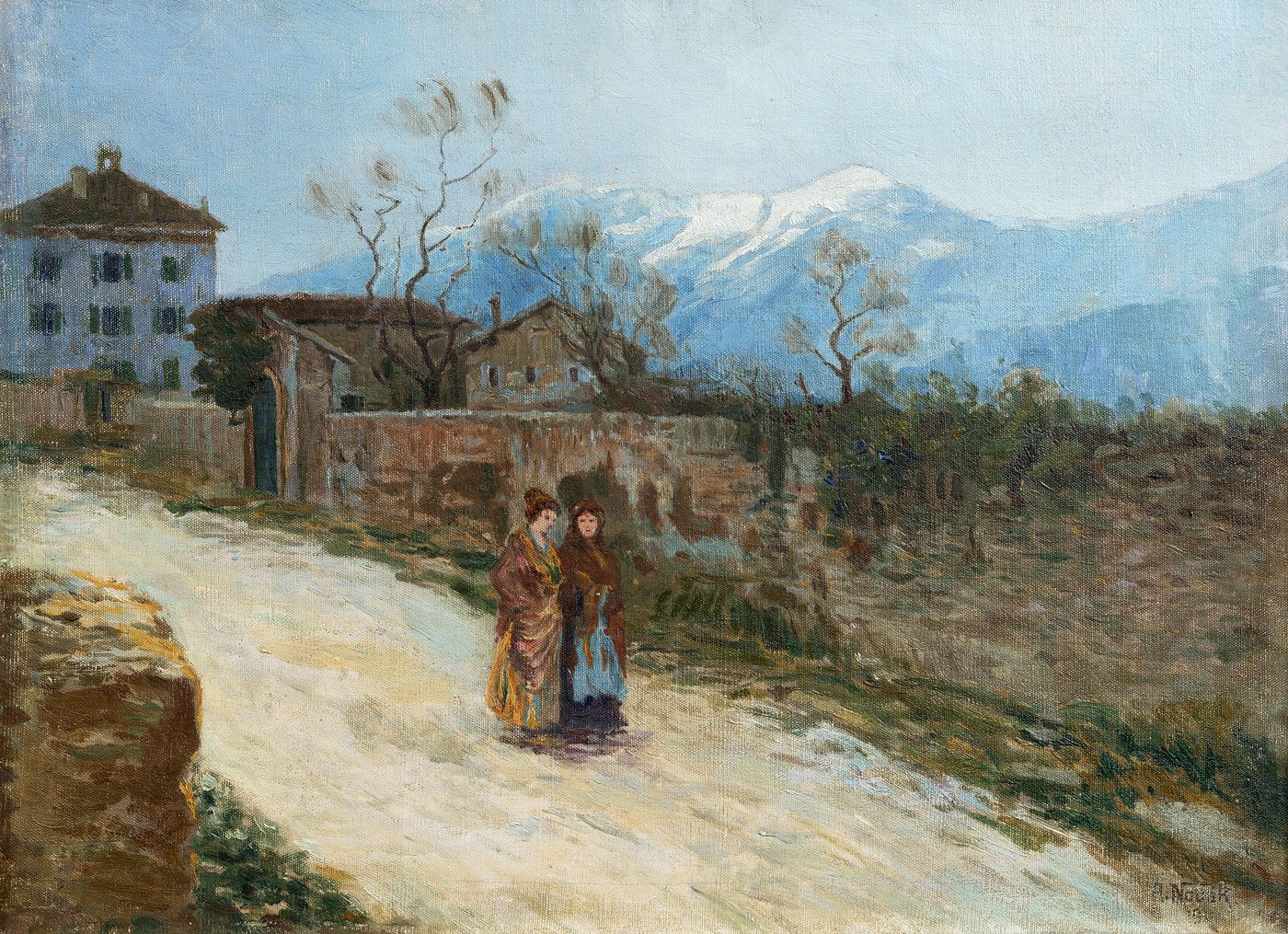
Arno Novák Rozhovor
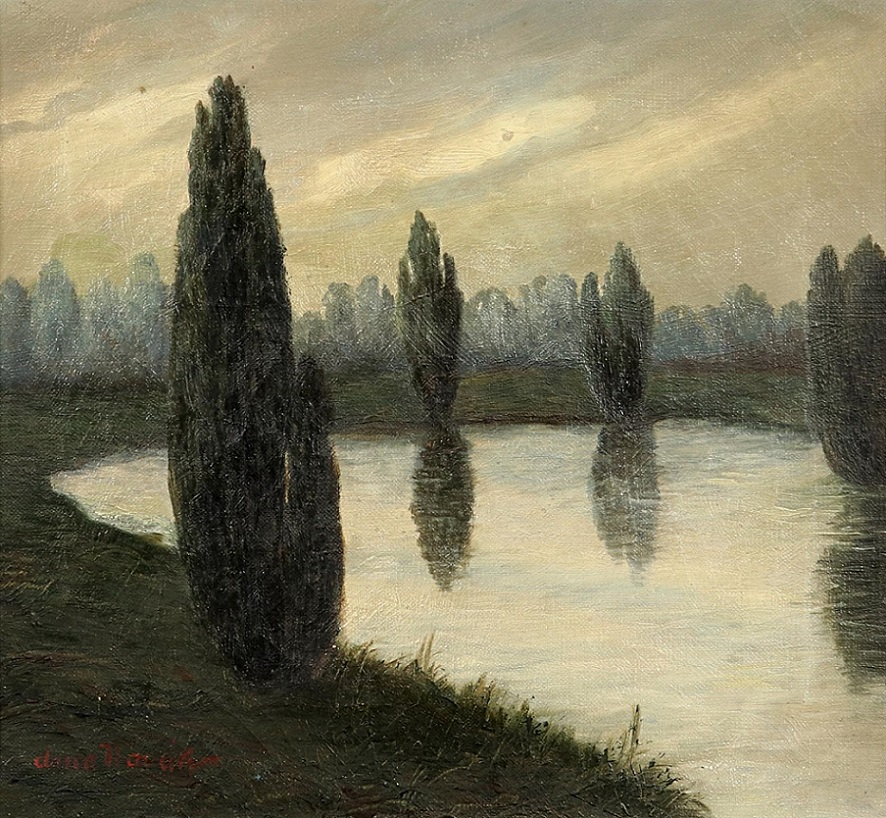
Arno Novák Vodní hladina
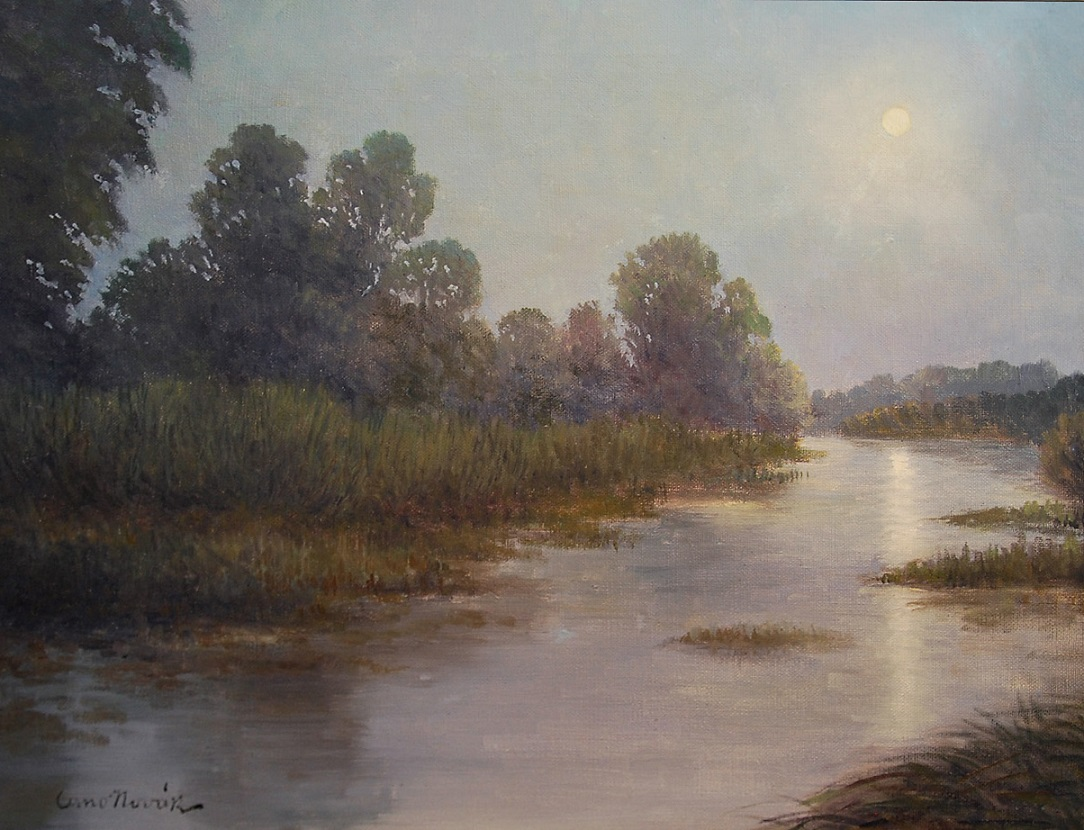
Arno Novák Říční zátočina
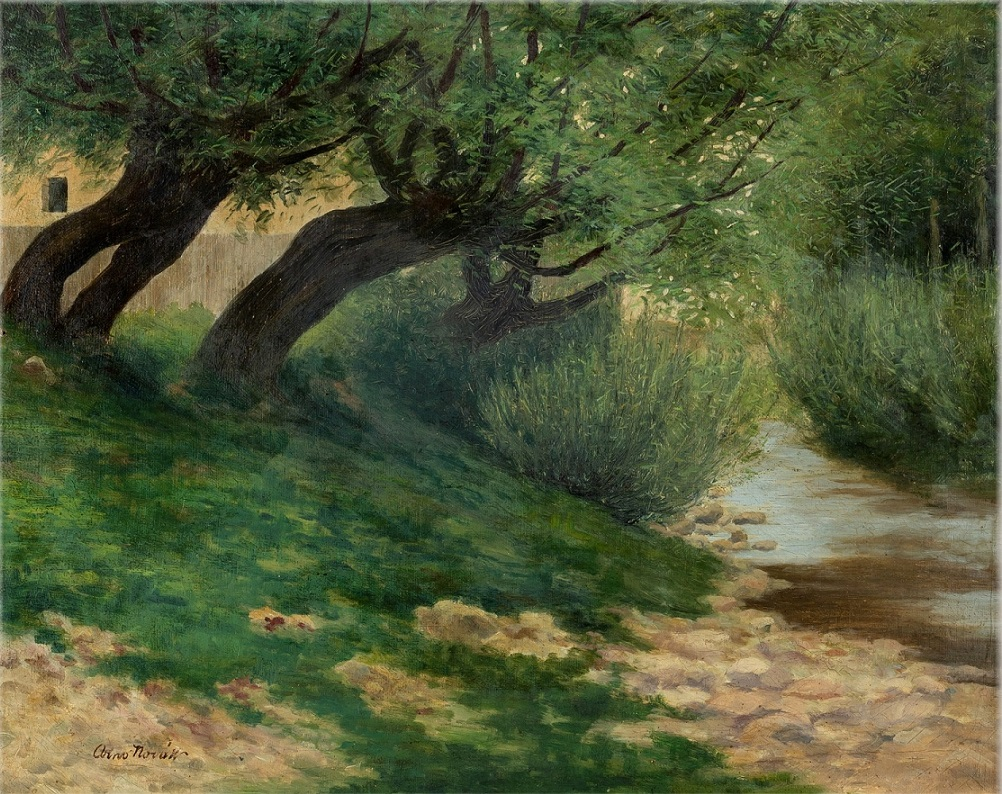
Arno Novák Říční meandr
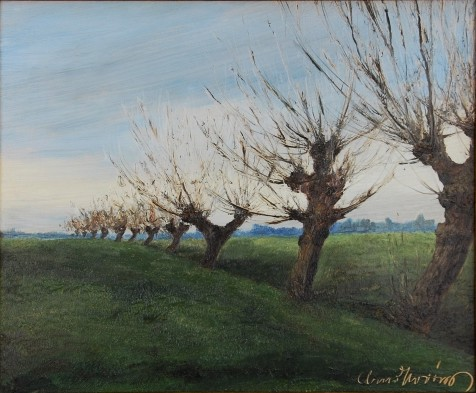
Arno Novák Vrby (1899)
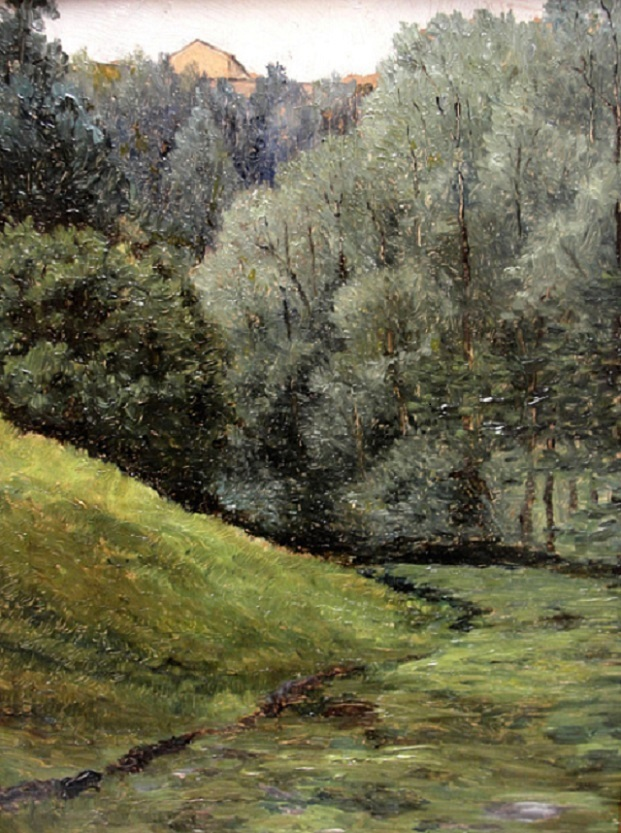
Ano Novák Ve stínu údolí (1899)
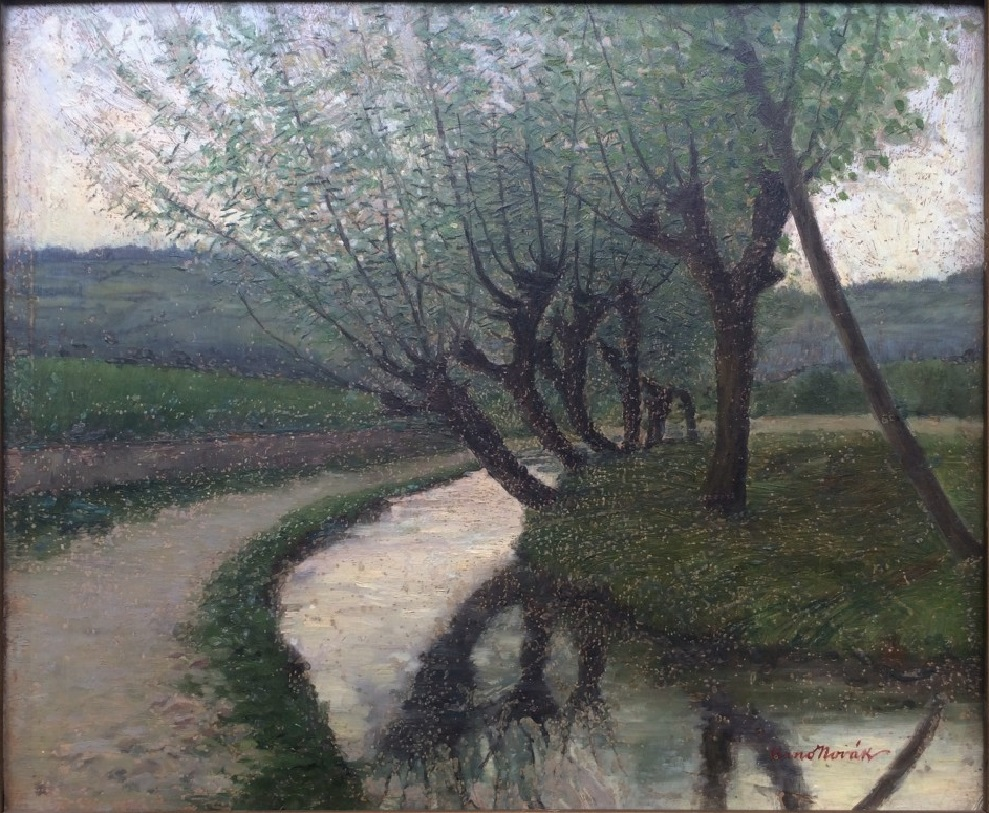
Arno Novák Olše u potoka
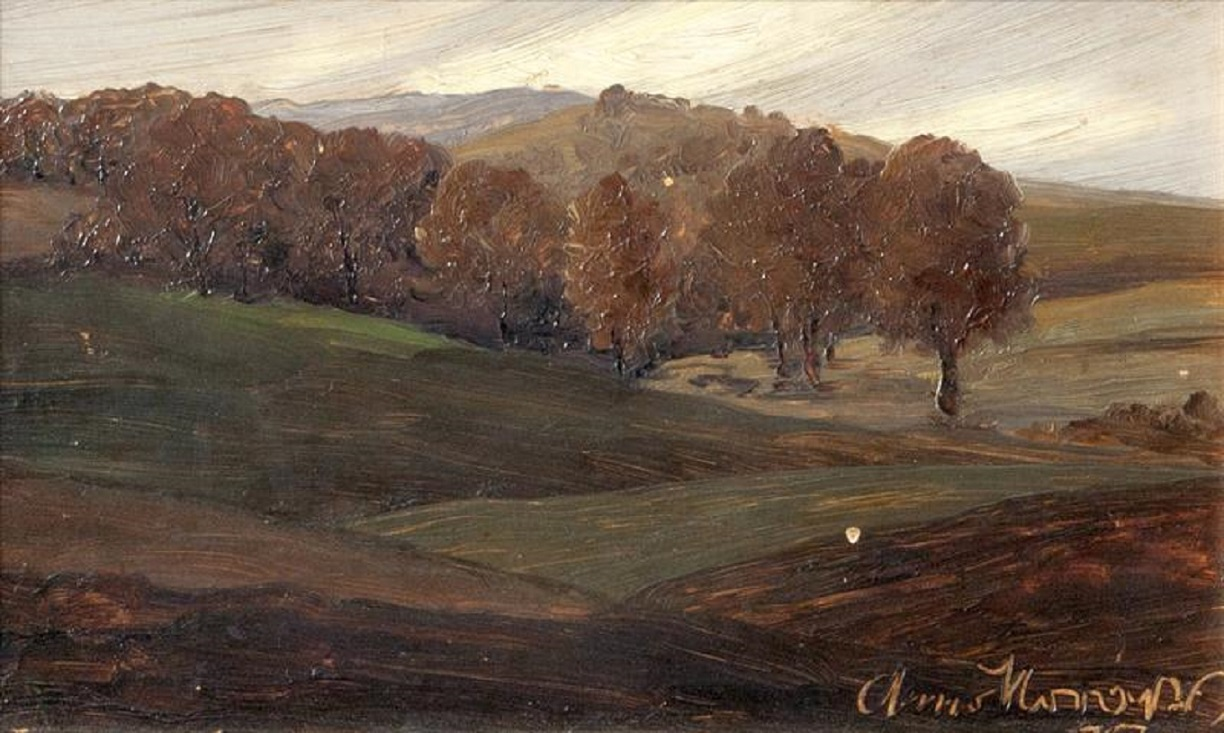
Arno Novák Podzim v podhůří
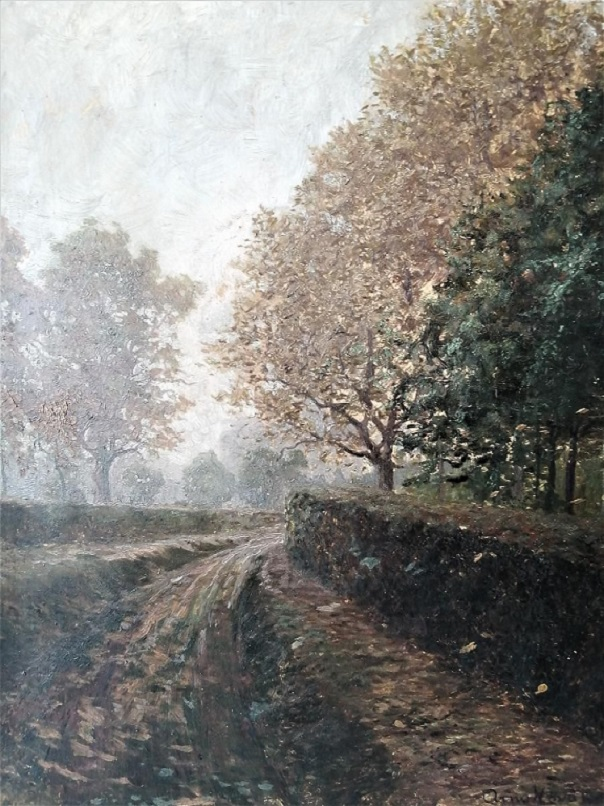
Arno Novák Úvoz na podzim (1900)
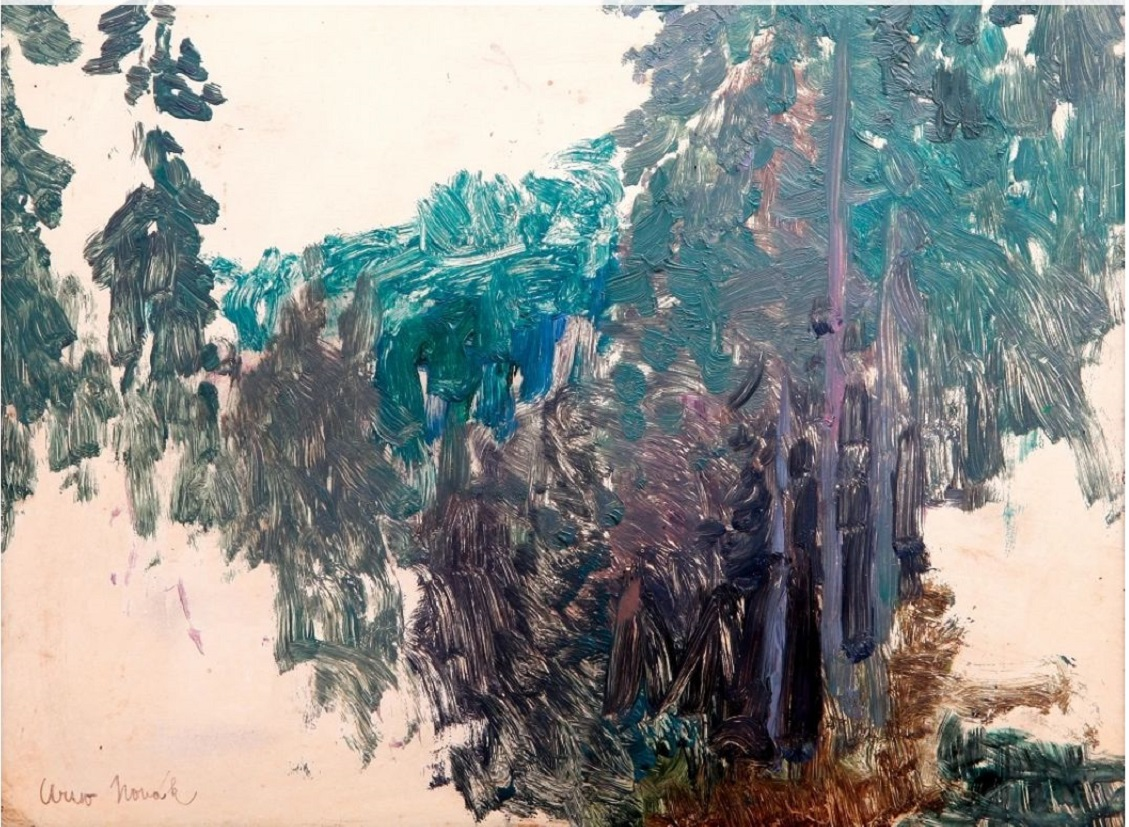
Arno Novák Studie stromů
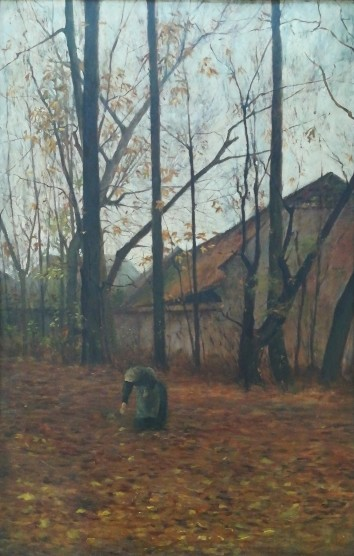
Arno Novák Podzim (1902)
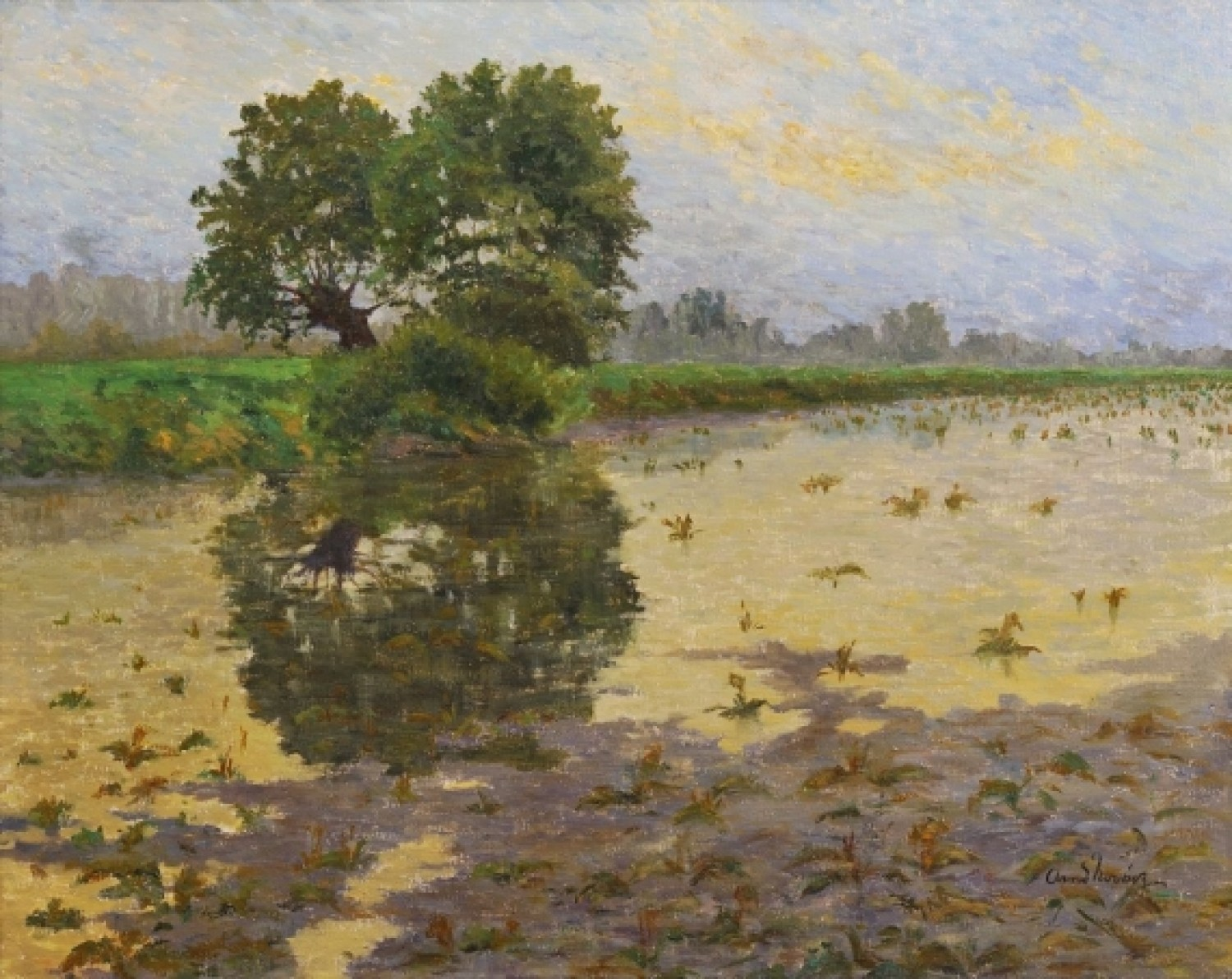
Arno Novák Zatopené pole (okolo 1905)
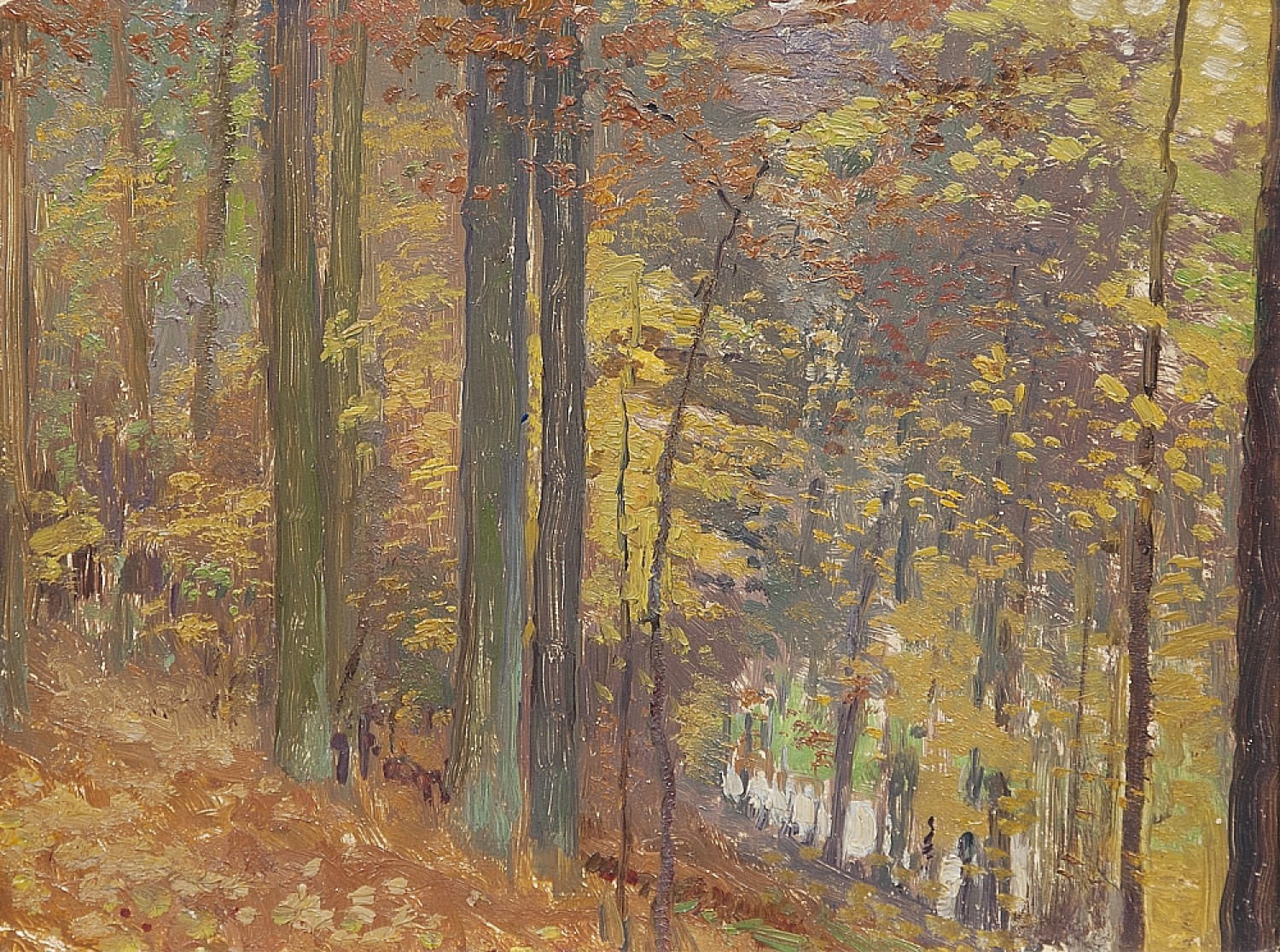
Arno Novák Podzimní bukový les
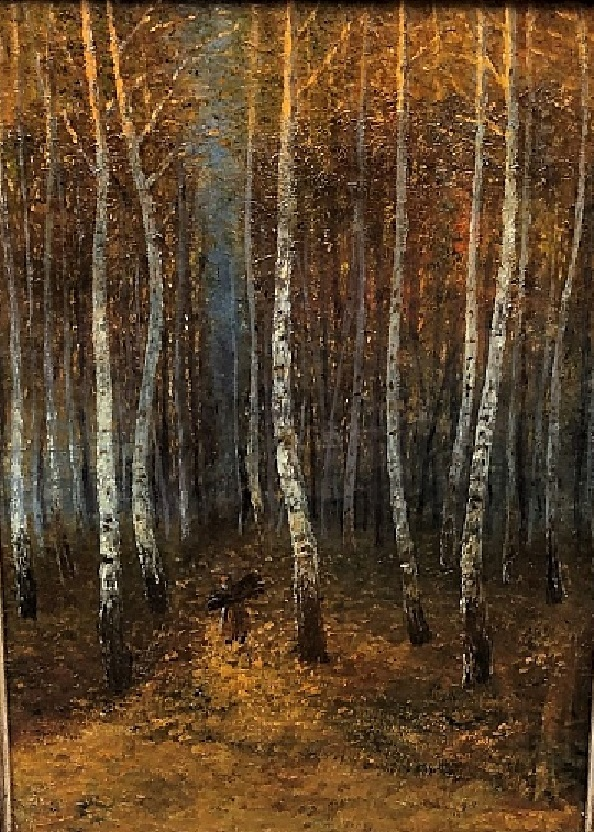
Arno Novák Březový hájek (asi 1908)
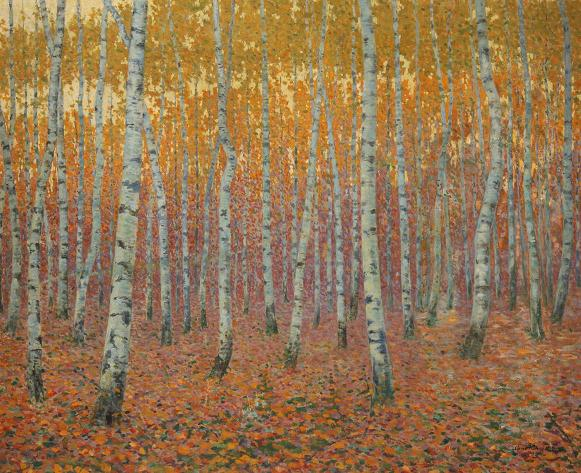
Arno Novák Březový háj (1908)
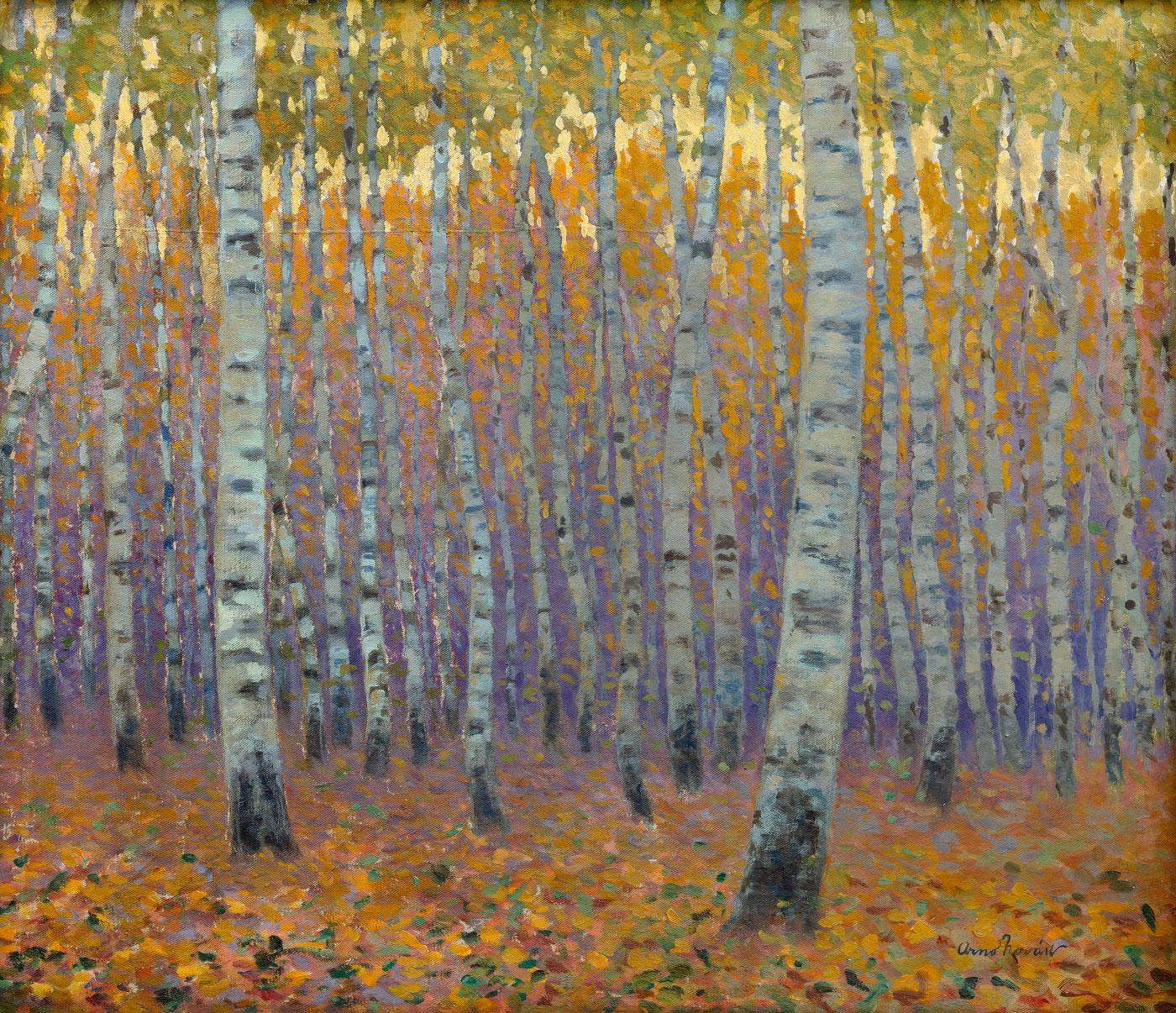
Arno Novák Březový háj (studie)
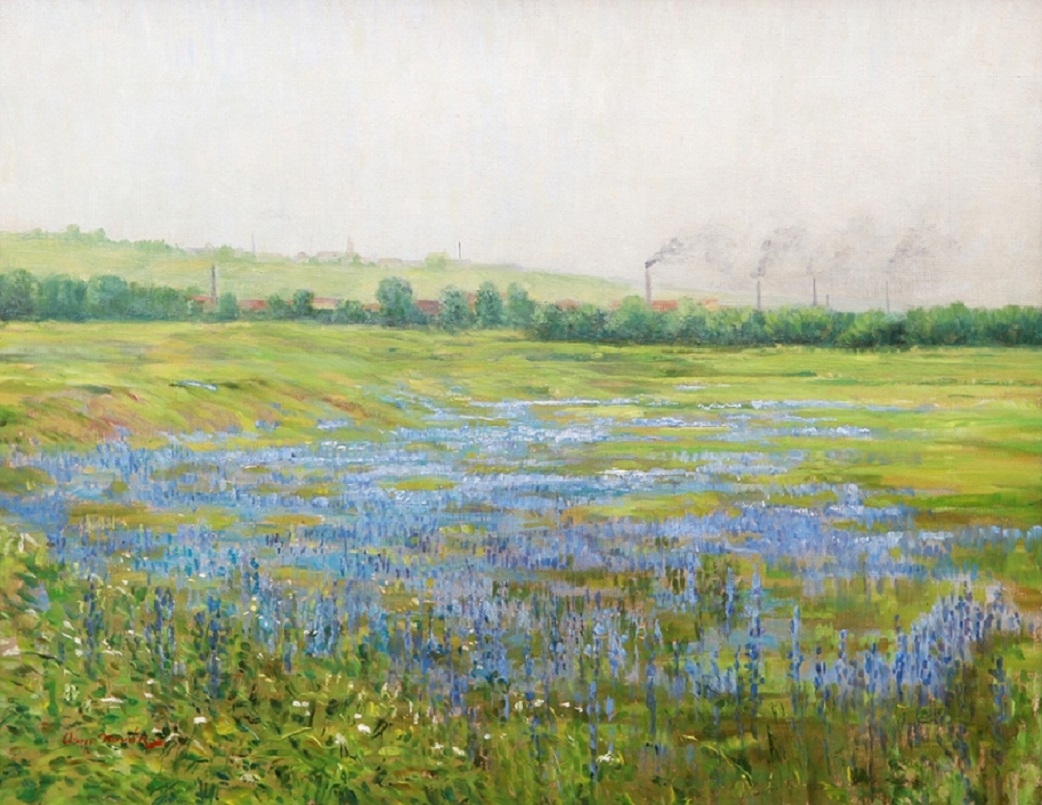
Arno Novák Vřes